# Too Soon to Love
Too Soon to Love (bra Cedo Demais para Amar) é um filme de drama romântico produzido nos Estados Unidos, dirigido por Richard Rush e lançado em 1960.